# Chishtian
Chishtian (o Chishtian Mandi) es una localidad de Pakistán, en la provincia de Punyab.

## Demografía
Según estimación 2010 contaba con 136.898 habitantes.